# Pou-cisterna de l'ermita del Carme
El Pou-cisterna de l'ermita del Carme és una obra de Tivenys (Baix Ebre) inclosa a l'Inventari del Patrimoni Arquitectònic de Catalunya.

## Descripció
Obra de planta circular, feta en pedra seca, sense cohesiu de cap mena (excepte la base). Acabada en falsa cúpula, és una mostra característica de l'arquitectura popular rural del país, en pedra irregular, sense treballar. Serveix de coberta a la cisterna, excavada a la roca, que conserva l'aigua de pluja que es recull de les teulades dels edificis propers, per mitjà d'una conducció.